# Скендеркьой
Скендеркьой (на турски: İskender) е село в Източна Тракия, Турция, околия Одрин, вилает Одрин.

## География
Селото се намира на 10 километра югоизточно от Одрин.

## История
В XIX век Скендеркьой е малко българско село в Одринската кааза на Одринския вилает на Османската империя. Според „Етнография на вилаетите Адрианопол, Монастир и Салоника“, издадена в Константинопол в 1878 година и отразяваща статистиката на населението от 1873 година, Скендер (Skender) има 6 домакинства и 23 българи.

## Личности
Починали в Скендеркьой
- Ангел Ганчев Григоров, български военен деец, капитан, загинал през Балканската война на 13 март 1913 година[2]
- Боню Лунгов (1869 – 1913), български политик